# 8 House

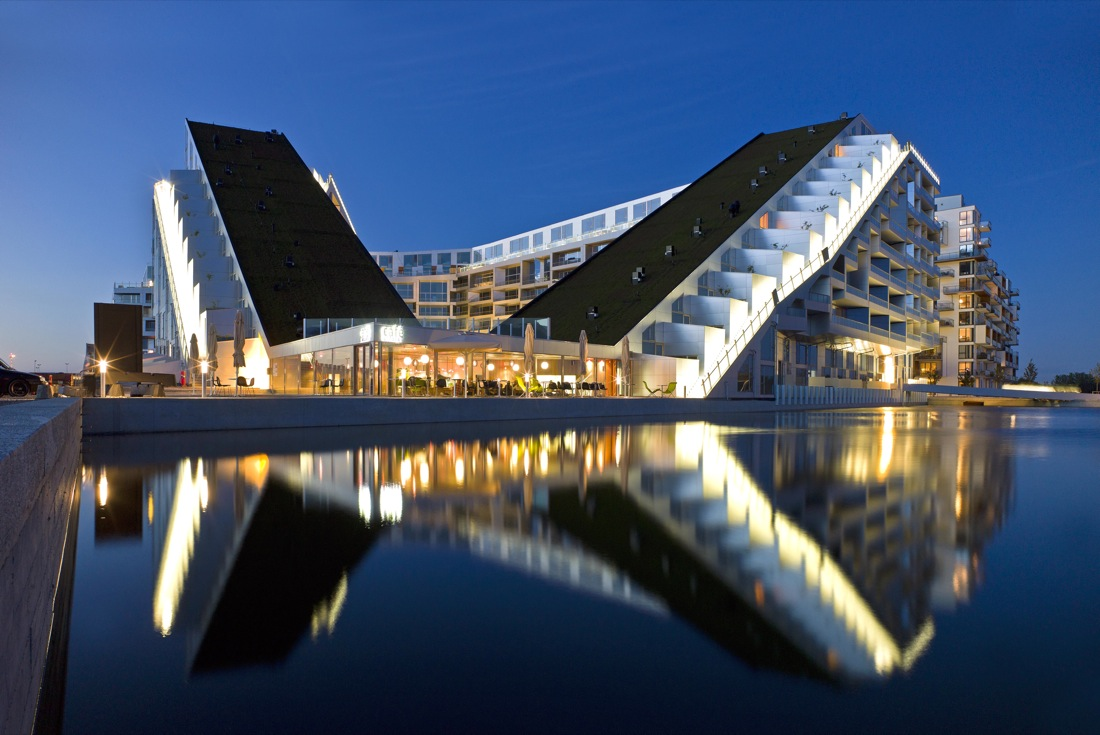
8 House, Ørestad

8 House (en danés: 8 Tallet), también conocido como Big House, es un gran desarrollo de uso mixto construido con forma de 8 en el perímetro sur del nuevo suburbio de Ørestad en Copenhague, Dinamarca. Diseñado por Bjarke Ingels, socio fundador de Bjarke Ingels Group (BIG), el edificio con forma de arco consta de 61.000 metros cuadrados de tres diferentes tipos de vivienda residencial y de 10.000 metros cuadrados de locales y oficinas. Es el desarrollo privado más grande jamás llevado a cabo en Dinamarca. Encargado por Store Frederikslund Holding, Høpfner a/S y Danish Oil Company A/S en 2006, es el tercer proyecto residencial de Ingels en Ørestad, después de VM Houses y las Viviendas de la Montaña.

## Diseño

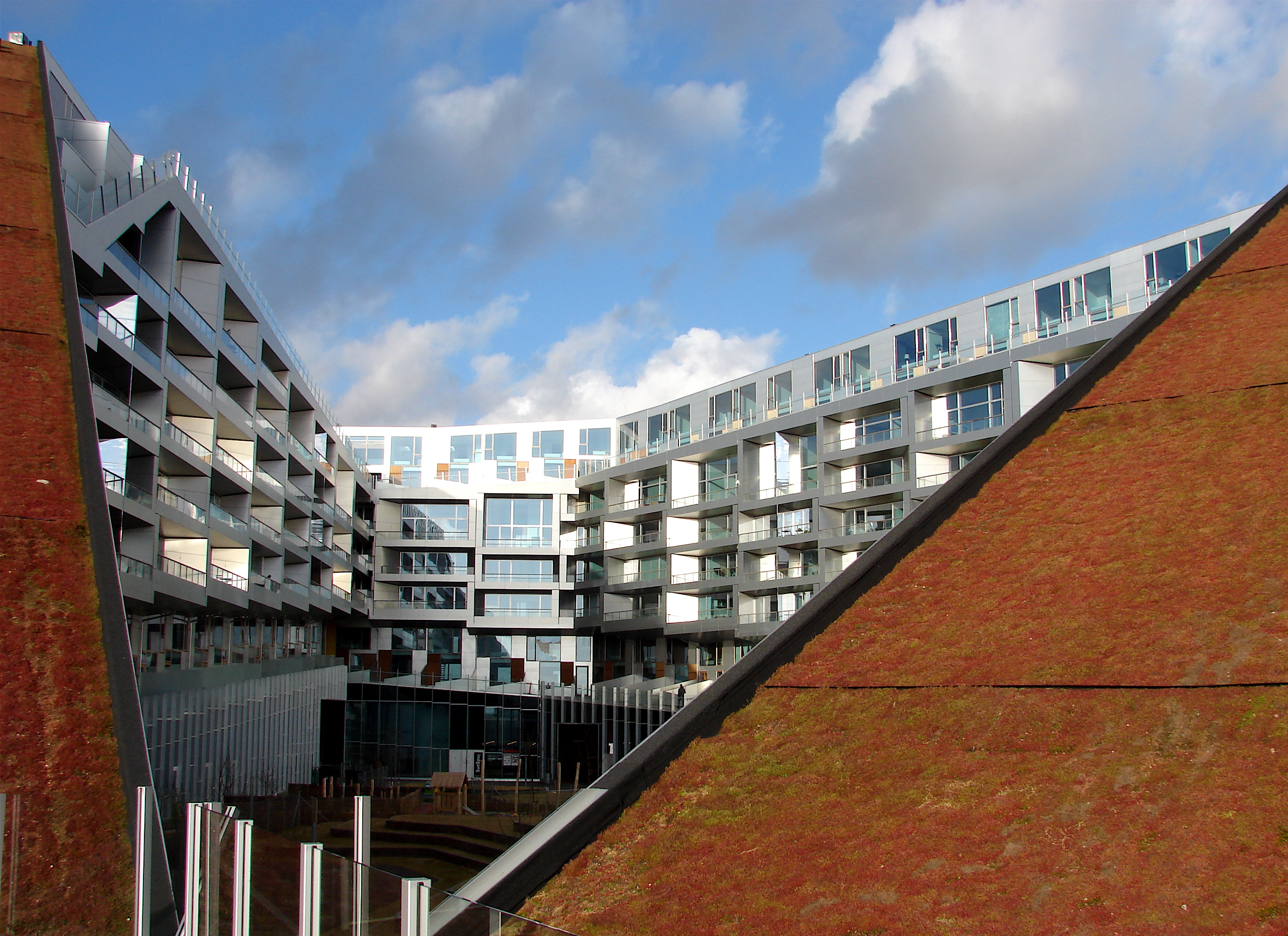
8 House

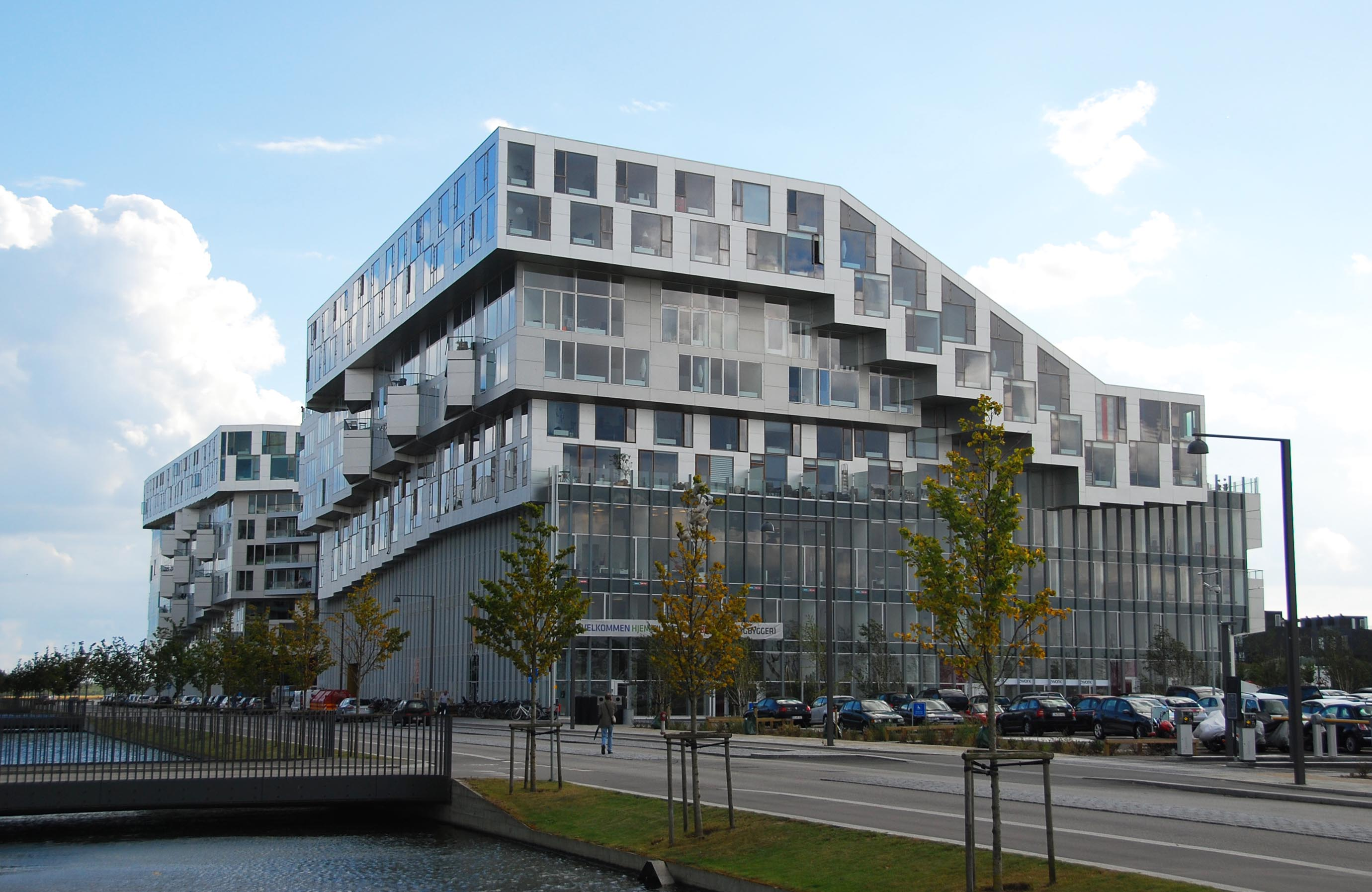
8 House

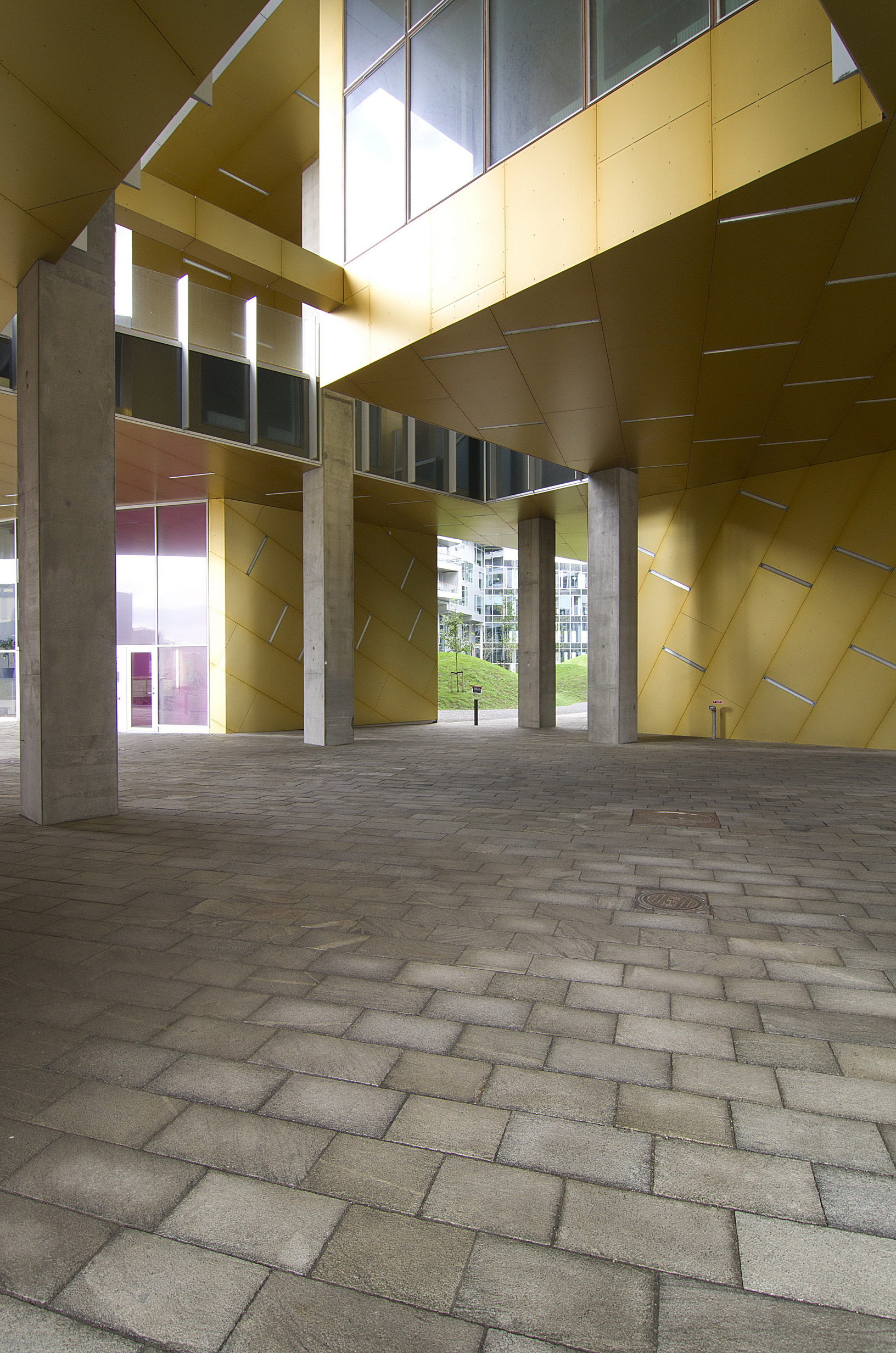
Pasillos

Referente a su segundo ejemplo de «arquitectura alquímica», Bjarke Ingels, explica su idea de que «con la mezcla de ingredientes tradicionales como comercios, casas adosadas y apartamentos en formas no tradicionales, se crea valor añadido, si no oro». Esto se logra mediante la acumulación de los diversos ingredientes de un barrio urbano en capas. Están conectadas por un paseo y una pista ciclable que alcanza hasta el piso 10, que permite a los negocios y a las viviendas coexistir.

Thomas Christoffersen, socio de BIG a cargo del proyecto, describe el enfoque con más detalle: 
Los apartamentos están colocados en la parte superior mientras el programa comercial se desdobla en la base del edificio. Como resultado, las diferentes capas horizontales han conseguido una calidad por sí mismas: los apartamentos se benefician de la vista, sol y aire fresco, mientras que los locales y oficinas se fusionan con la vida en la calle. Esto se enfatiza por la forma de 8 House que literalmente se estira en la esquina superior nordeste y se achata en la esquina inferior suroeste, dejando que la luz y el aire penetren el patio sur.
El esquema se basa en la tipología de un bloque perimetral, pero apretado en el medio para formar una estructura con forma de lazo y dos patios interiores. En el centro, hay un pasaje de diez metros de ancho que conecta los espacios circundantes, la zona del parque al oeste y la zona del canal hacia el este. La zona comercial en la base se compone de un café, un centro de día y oficinas, mientras que el espacio de viviendas con casas, apartamentos y áticos se sitúa encima. El edificio inclinado de 10 plantas ofrece vistas sobre los campos y los pantanos de Kalvebod Faelled hacia el sur. La inusual rampa que recorre el complejo está diseñada para fomentar un sentido de comunidad, así como la interacción entre los vecinos.

## Evaluación
Al conceder el premio a la Casa del Año 2011, el jurado del World Architecture Festival comentó: «la 8 House en el barrio de Orestad en Copenhague es un proyecto ejemplar. Combina locales comerciales, casas adosadas  y apartamentos en formas no tradicionales, y su cale elevada proporciona un nuevo nivel de interacción social».

El jurado del American Institute of Architects para los premios de 2012 declaró: 
La 8 House recrea magistralmente la conectividad social horizontal y la interacción de las calles de un barrio del pueblo a través de una serie de rampas encantadores y accesible en un proyecto de uso mixto conformado por viviendas multifamiliares. Una hábil conformación de la masa de la planta proporciona un estimulante de forma escultural a la vez que crea un sistema de calles a través de la rampa peatonal y proporciona un completo sistema de unidades residenciales que están llenas de luz y vistas. La gente realmente «vive» en este barrio recién creado con tiendas, restaurantes, una galería de arte, oficinas, guardería, instalaciones educativas y el sonido de los niños jugando. Este es un complejo y ejemplar proyecto de una nueva tipología.

## Premios
- Housing Building of the Year en el 2011 World Architecture Festival.[6]
- American Institute of Architects Honor Award de 2012 por arquitectura que reconoce logros que mejoran la calidad general de la práctica arquitectónica.[7]
- El Huffington Post incluyó 8 House como uno de los «10 Best Architecture Moments of 2001-2010».[8]
- Premio del mejor tejado verde de Escandinavia de la Scandinavian Green Roof Association por su «uso claro y consciente del tejado verde al integrarlo con éxito en la identidad visual del edificio».[9]

## Para más información
- Ingels, Bjarke (2009). Yes is More: An Archicomic on Architectural Evolution (en inglés). Copenhague: Taschen. ISBN 9788799298808.